# The Forest (2016)
The Forest is een Amerikaanse horrorfilm uit 2016 onder regie van Jason Zada.

## Verhaal
De jonge Amerikaanse Sara gaat op zoek naar haar tweelingzus Jess die op mysterieuze wijze verdween in Aokigahara. Dit bos ligt aan de voet van de berg Fuji in Japan en wordt ook wel het zelfmoordbos genoemd omdat er jaarlijks veel zelfmoorden worden gepleegd. Sara ontmoet in het hotel de journalist Aiden en samen met de gids Michi trekken ze het bos in. Wanneer ze tegen de avond de tent van Jess vinden, besluiten ze daar te blijven terwijl de gids terugkeert. ’s Nachts hoort Sara geritsel in het struikgewas en vindt daar een Japans meisje (Hoshiko), dat beweert Jess te kennen en Sara aanraadt om Aiden niet te vertrouwen. Kort daarop vlucht het meisje weg. Wanneer Sara en Aiden hun zoektocht verder zetten, krijgt Sara meerdere aanwijzingen dat Aiden Jess gekend heeft.

## Rolverdeling
| Acteur          | Personage             |
| --------------- | --------------------- |
| Natalie Dormer  | Sara Price/Jess Price |
| Taylor Kinney   | Aiden                 |
| Eoin Macken     | Rob                   |
| Yukiyoshi Ozawa | Michi                 |
| Rina Takasaki   | Hoshiko               |

## Productie
In oktober 2014 werd aangekondigd dat Natalie Dormer de hoofdrol zou spelen. De filmopnamen startten op 17 mei 2015 in Tokio. Omdat filmen in het Aokigaharabos verboden wordt door de Japanse overheid, gingen de buitenopnamen door in een bos nabij de berg Tara in Servië. De film bracht 13,1 miljoen dollar op tijdens zijn openingsweekend. Hoewel het acteerwerk van Natalie Dormer geprezen werd, ontving de film overwegend negatieve kritieken met een score van 11% op Rotten Tomatoes.